# NGC 2673
NGC 2673 este o galaxie eliptică situată în constelația Racul. A fost descoperită în 19 decembrie 1849 de către William Parsons, 3rd Earl of Rosse⁠(d).